# Ambrogio di Mantova
Ambrogio di Mantova (fl. 902-918) è stato un vescovo italiano, quarto vescovo di Mantova.

## Biografia
Ambrogio rivestì la carica di cancelliere dell'imperatore Berengario dalla metà del 902 al maggio 913. Ad Ambrogio (cancellarius Ambrosius) si deve la redazione in Peschiera, il 2 agosto 905, della donazione di corte Dominatoria e della selva Carpeneda, territori tra il mantovano e il veronese, in favore del monastero di San Zeno.
Le prime notizie nella carica di vescovo di Mantova si hanno nel 918 quando a Verona, alla presenza del vescovo di Verona Nokterio, del vescovo di Treviso Adalberto e di un Ambrosius Mantuensis, missus domni imperatoris, Berengario concesse all'abbazia di Nonantola il possesso della metà del castello di Nogara. 
Forse Ambrogio occupò la carica fino all'anno 924, anno in cui si presentò il vescovo Manasse d'Arles.